# A King and Two Queens
Albums de George Jones, Melba Montgomery & Judy Lynn
What's in Our Hearts
(1963) Bluegrass Hootenanny
(1964)
A King and Two Queens est un album collaboratif entre les artistes américains de musique country George Jones, Melba Montgomery et Judy Lynn. Cet album est sorti en 1964 sur le label United Artists Records.

## Liste des pistes
| No  | Titre                          | Avec             | Durée |
| --- | ------------------------------ | ---------------- | ----- |
| 1.  | Brown to Blue                  |                  |       |
| 2.  | Face                           | Melba Montgomery |       |
| 3.  | Almost Out of My Mind          |                  |       |
| 4.  | I Can't Change Overnight       | Melba Montgomery |       |
| 5.  | Unexpected Guest               | Judy Lynn        |       |
| 6.  | Without a Reason               |                  |       |
| 7.  | I'll Always Keep on Loving You | Melba Montgomery |       |
| 8.  | My Tears Are on the Roses      | Judy Lynn        |       |
| 9.  | Please Talk to My Heart        |                  |       |
| 10. | Big Big Heartaches             | Melba Montgomery |       |
| 11. | Antique in My Closet           | Judy Lynn        |       |